# Giải LVFCS cho phim ngoại ngữ hay nhất
Giải LVFCS cho phim ngoại ngữ hay nhất là một trong các giải của LVFCS dành cho một phim không nói tiếng Anh, được bầu chọn là hay nhất trong năm. Giải này được lập từ năm 1997.

## Các phim đoạt giải

### Thập niên 1990
| Năm  | Phim                                | Nước     | Đạo diễn        |
| ---- | ----------------------------------- | -------- | --------------- |
| 1997 | Shall We Dance? (Shall we dansu?)   | Nhật Bản | Masayuki Suo    |
| 1998 | Life Is Beautiful (La vita é bella) | Ý        | Roberto Benigni |
| 1999 | Autumn Tale (Conte d'automne)       | Pháp     | Eric Rohmer     |

### Thập niên 2000
| Năm  | Phim                                                             | Nước                  | Đạo diễn           |
| ---- | ---------------------------------------------------------------- | --------------------- | ------------------ |
| 2000 | The Girl on the Bridge (La fille sur le pont)                    | Pháp                  | Patrice Leconte    |
| 2001 | No Man's Land (phim 2001)                                        | Bosna và Hercegovina  | Danis Tanović      |
| 2002 | And Your Mother Too (Y tu mamá también)                          | México                | Alfonso Cuarón     |
| 2003 | City of God (Cidade de Deus)                                     | Brasil                | Fernando Meirelles |
| 2004 | Hero (Ying xiong)                                                | Trung quốc/Hồng Kông  | Zhang Yimou        |
| 2005 | Kung Fu Hustle (Kung fu)                                         | Trung quốc/Hồng Kông  | Stephen Chow       |
| 2006 | Pan's Labyrinth (El laberinto del fauno)                         | México/Tây Ban Nha/Mỹ | Guillermo del Toro |
| 2007 | The Diving Bell and the Butterfly (Le scaphandre et le papillon) | Pháp/Mỹ               | Julian Schnabel    |
| 2008 | Mongol                                                           | Kazakhstan            | Sergei Bodrov      |

Bản mẫu:LVFCS Awards Chron